# Dodge Avenger
O Avenger é um sedan de porte médio da Dodge.